# Chế Ma Nô Đà Nan
Chế Ma Nô Đà Nan (?-1407) là tướng nhà Trần và nhà Hồ trong lịch sử Việt Nam, nguyên gốc người Chiêm Thành. Ông tham gia cuộc chiến tranh Việt-Chiêm 1400-1407.

## Thân thế
Chế Ma Nô Đà Nan là con vua Chế Bồng Nga nước Chiêm Thành. Ông không được sử sách nhắc tới trong những cuộc bắc tiến tấn công Đại Việt của vua cha Chế Bồng Nga trong hơn 20 năm (1367-1390) mà chỉ xuất hiện từ thời điểm sau khi vua cha qua đời.

## Hàng Đại Việt
Cuối năm 1389, Chế Bồng Nga mang quân sang đánh Đại Việt lần thứ 7. Đang đà thắng lợi, vua Chiêm bị nội phản sang chỉ điểm cho tướng nhà Trần là Trần Khát Chân biết chỗ trú ngụ nên thuyền vua Chiêm bị trúng đạn và vua Chiêm tử trận (1390).
Tướng Chiêm là La Ngai thu quân về nước và giành lấy ngôi vua Chiêm. Chế Ma Nô Đà Nan cùng em là Chế Sơn Na yếu thế phải chạy sang đầu hàng Đại Việt. Nhà Trần phong cho Chế Na Mô Đà Nan làm Hiệu chính hầu và Chế Sơn Na làm Á hầu.

## Trong chiến tranh Việt-Chiêm
Năm 1400, Hồ Quý Ly giành ngôi nhà Trần, lập ra nhà Hồ. Năm 1402, nhà Hồ mang quân đi đánh Chiêm Thành lần thứ hai. Quân Chiêm thua trận, vua Chiêm mới là Ba Đích Lại (con La Ngai) sợ hãi, phải chấp nhận yêu sách của nhà Hồ, chuyển dân về phía nam và nộp đất Chiêm Động, Cổ Lũy.
Cùng việc phong Nguyễn Cảnh Chân làm An phủ sứ lộ Thăng Hoa, nhà Hồ cho Chế Ma Nô Đà Nan làm Cổ Lũy huyện thượng hầu, trấn giữ châu Tư và châu Nghĩa, chiêu dụ người Chiêm để chuẩn bị thực hiện cuộc nam tiến tiếp theo.
Cuối năm 1406, nhà Minh sang đánh nhà Hồ. Sau một số trận kháng cự, sang năm 1407, nhà Hồ thất thế phải chạy vào nam. Bị quân Minh đuổi gấp, Hồ Quý Ly bèn viết thư cho trấn thủ Hoàng Hối Khanh, sai lấy dân Việt mới đến khẩn hoang ở Thăng Hoa và dân bản địa cũ làm quân "cần vương", lại phong cho Chế Ma Nô Đà Nan làm Thăng Hoa quận vương để vỗ về dân Chiêm tại đây.
Vua Chiêm là Ba Đích Lại nhân lúc Đại Ngu bị quân Minh đánh bèn mang quân bắc tiến để chiếm lại đất cũ của Chiêm Thành. Dân bản địa thấy quân Chiêm kéo ra, sợ hãi tan rã bỏ chạy ra bắc. Hoàng Hối Khanh không chống cự nổi, cùng các tướng Đặng Tất, Nguyễn Lỗ bỏ Tư Nghĩa rút về Hóa châu. Chế Ma Nô Đà Nan ở Tư Nghĩa một mình chống lại quân Chiêm Thành nhưng không có trợ lực. Do cô thế, ông bị quân Chiêm giết chết. Quân Chiêm chiếm lại châu Tư, Nghĩa, tức là đất Cổ Lũy trước đây.